# Himna Schleswig-Holsteina
Schleswig-Holstein meerumschlungen je himna njemačke savezne pokrajine Schleswig-Holstein i znači u prijevodu Schleswig-Holstein okružen morem.

## Tekst
| Wanke nicht, mein Vaterland | Wanke nicht, mein Vaterland | Wanke nicht, mein Vaterland |
| --- | --- | --- |
| 1. Schleswig-Holstein, meerumschlungen, deutscher Sitte hohe Wacht, wahre treu, was schwer errungen, bis ein schönrer Morgen tagt! Schleswig-Holstein, stammverwandt, wanke nicht, mein Vaterland Schleswig-Holstein, stammverwandt, wanke nicht, mein Vaterland      | 2. Ob auch wild die Brandung tose, Flut auf Flut, von Bai zu Bai: O, lass blühn in deinem Schoße deutsche Tugend, deutsche Treu. Schleswig-Holstein, stammverwandt, bleibe treu, mein Vaterland! Schleswig-Holstein, stammverwandt, bleibe treu, mein Vaterland! | 3. Doch wenn inn're Stürme wüten, drohend sich der Nord erhebt, schütze Gott die holden Blüten, die ein mildrer Süd belebt! Schleswig-Holstein, stammverwandt, stehe fest, mein Vaterland! Schleswig-Holstein, stammverwandt, stehe fest, mein Vaterland!   |
| 4. Gott ist stark auch in den Schwachen, wenn sie gläubig ihm vertrau'n; zage nimmer, und dein Nachen wird trotz Sturm den Hafen schau'n! Schleswig-Holstein, stammverwandt, harre aus, mein Vaterland! Schleswig-Holstein, stammverwandt, harre aus, mein Vaterland! | 5. Von der Woge, die sich bäumet längs dem Belt am Ostseestrand, bis zur Flut die ruhlos schäumet an der Düne flücht'gem Sand. – Schleswig-Holstein, stammverwandt, stehe fest, mein Vaterland! Schleswig-Holstein, stammverwandt, stehe fest, mein Vaterland!   | 6. Und wo an des Landes Marken sinnend blinkt die Königsau, und wo rauschend stolze Barken elbwärts ziehn zum Holstengau. – Schleswig-Holstein, stammverwandt, bleibe treu, mein Vaterland! Schleswig-Holstein, stammverwandt, bleibe treu, mein Vaterland! |
| 7. Teures Land, du Doppeleiche, unter einer Krone Dach, stehe fest und nimmer weiche, wie der Feind auch dräuen mag! Schleswig-Holstein, stammverwandt, wanke nicht, mein Vaterland! Schleswig-Holstein, stammverwandt, wanke nicht, mein Vaterland!                  | | |

## Prijevod
| Ne teturaj, moja domovino! | Ne teturaj, moja domovino! | Ne teturaj, moja domovino! |
| --- | --- | --- |
| 1. Schleswig-Holstein okružen morem, visok čuvar njemačkih običaja, čuvaj vjerno, što je teško dostignuto, dok ne svane lijepo jutro! Schleswig-Holstein, plemenski srodan, ne teturaj, moja domovino! Schleswig-Holstein, plemenski srodan, ne teturaj, moja domovino! | 2. I ako divlje more udara, plima na plimi, od zatona do zatona: O, dopusti da cvijeta u tvom naručju njemačka vrlina, njemačka odanost. Schleswig-Holstein, plemenski srodan, ne teturaj, moja domovino! Schleswig-Holstein, plemenski srodan, ne teturaj, moja domovino! | 3. Ipak ako unutrašnje oluje haraju, prijeteći se sjever diže, Bože čuvaj mio cvijet, koje blagi jug oživljuje! Schleswig-Holstein, plemenski srodan, ne teturaj, moja domovino! Schleswig-Holstein, plemenski srodan, ne teturaj, moja domovino!                              |
| 4. Bog je jak i u slabim, ako vjerujući pouzdaju se u njega; ne straši se, i tvoj će čamac unatoč oluji vidjeti luku! Schleswig-Holstein, plemenski srodan, ne teturaj, moja domovino! Schleswig-Holstein, plemenski srodan, ne teturaj, moja domovino!                 | 5. Od vala, koji se diže uzduž plaže Baltičkog mora, do plime, koja nemirno pjeni na trutu, od pijeska u bijegu. – Schleswig-Holstein, plemenski srodan, ne teturaj, moja domovino! Schleswig-Holstein, plemenski srodan, ne teturaj, moja domovino!                       | 6. I gdje na oznakama zemlje razmišljajući sjaji kraljevska cvjetna livada, i gdje brujeći ponosne barke niz Labu plove prema Holstengauu. – Schleswig-Holstein, plemenski srodan, ne teturaj, moja domovino! Schleswig-Holstein, plemenski srodan, ne teturaj, moja domovino! |
| 7. Mila zemljo, dupli hraste, ispod jedne krošnje, krova, stoji čvrsto i nikad ne uzmiči, kako god se neprijatelj kretao! Schleswig-Holstein, plemenski srodan, ne teturaj, moja domovino! Schleswig-Holstein, plemenski srodan, ne teturaj, moja domovino!             | | |